# Alessya Safronova
Alessya Safronova est une joueuse ukrainienne naturalisée kazakhe de volley-ball née le 10 février 1986 à Zaporijia. Elle mesure 1,92 m et joue au poste de centrale. 

## Clubs
| Club                        | De        | À         |
| --------------------------- | --------- | --------- |
| Krug Cherkasy               | 2003-2004 | 2006-2007 |
| Jetysou Taldykourgan        | 2007-2008 | 2007-2008 |
| AES Balakovo                | 2008-2009 | 2008-2009 |
| İller Bankası Ankara        | 2009-2010 | 2012-2013 |
| Karşıyaka İzmir             | 2014-2015 | 2014-2015 |
| VK Altaï                    | 2015-2016 | 2016-2017 |
| Beylikdüzü Voleybol İhtisas | 2017-2018 | 2017-2018 |
| Jetysou Taldykourgan        | 2018-2019 | …         |

## Palmarès

### Clubs
- Championnat du Ukraine
  - Vainqueur : 2005, 2006, 2007
- Championnat du Kazakhstan
  - Vainqueur : 2008, 2016, 2017, 2020
  - Finaliste : 2019
- Coupe du Kazakhstan
  - Finaliste : 2018
- Supercoupe du Kazakhstan
  - Vainqueur : 2016, 2018, 2019
- Coupe BVA
  - Vainqueur : 2012, 2014

### Distinctions individuelles
- Championnat féminin AVC des clubs 2008: Meilleure contreuse.